# 80.ª edición de los Premios Óscar
La 80.ª edición de los Óscar premió a las mejores películas de 2007. Organizada por la Academia de Artes y Ciencias Cinematográficas, tuvo lugar en el Teatro Kodak de Los Ángeles (Estados Unidos) el 24 de febrero de 2008. El maestro de ceremonias fue Jon Stewart. La ceremonia fue transmitida en Estados Unidos por la cadena ABC y en Latinoamérica por el canal TNT, en vivo con traducción al español simultánea.

## Maestro de ceremonias
- Jon Stewart

## Presentadores de retrospectivas
| Persona        | Categoría                                                         |
| -------------- | ----------------------------------------------------------------- |
| George Clooney | 80 años de los premios Óscar                                      |
| Sid Ganis      | Proceso de elección de nominados y ganadores de los premios Óscar |
| Jack Nicholson | Películas ganadoras del premio Óscar a la mejor película          |
| Hilary Swank   | Homenaje a los fallecidos durante el año                          |

## Presentadores de las canciones nominadas
| Persona         | Película    |
| --------------- | ----------- |
| Jon Stewart     | Enchanted   |
| Keri Russell    | August Rush |
| Miley Cyrus     | Enchanted   |
| Colin Farrell   | Once        |
| Patrick Dempsey | Enchanted   |

### Intérpretes de las canciones nominadas
| Persona                           | Canción             |
| --------------------------------- | ------------------- |
| Amy Adams                         | Happy Working Song  |
| Jamia Simone Nash                 | Raise It Up         |
| Kristin Chenoweth Marlon Saunders | That's How You Know |
| Glen Hansard Markéta Irglová      | Falling Slowly      |
| Jon McLaughlin                    | So Close            |

## Candidaturas y ganadores
Las nominaciones fueron anunciadas el 22 de enero de 2008 en el Teatro Samuel Goldwyn de Los Ángeles por la actriz Kathy Bates y el presidente de la Academia, Sid Ganis. Los ganadores en cada categoría se destacan en negrillas.

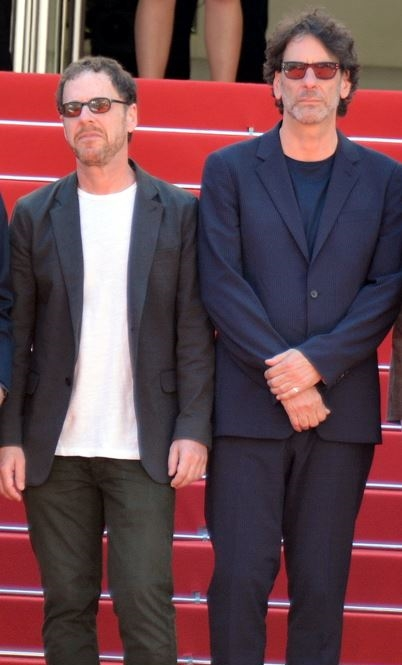
Los hermanos Coen fueron los ganadores del Óscar al mejor director por No Country for Old Men.

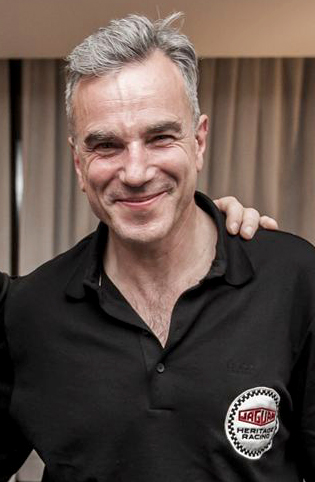
Daniel Day-Lewis fue el ganador del Óscar al mejor actor por There Will Be Blood.

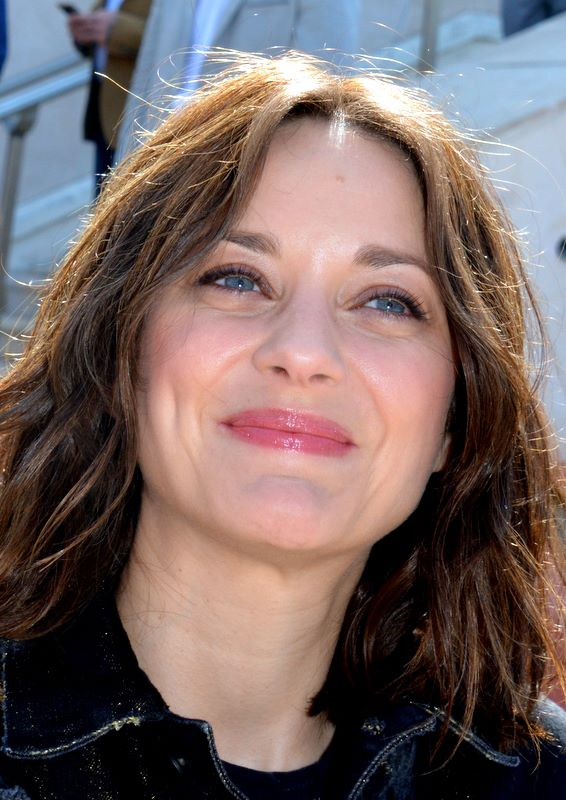
Marion Cotillard fue la ganadora del Óscar a mejor actriz por La vida en rosa.

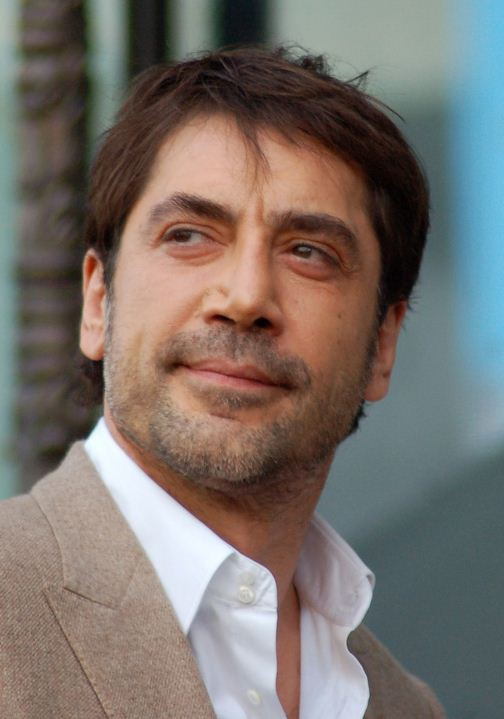
Javier Bardem fue el ganador del Óscar a mejor actor de reparto por No Country for Old Men.

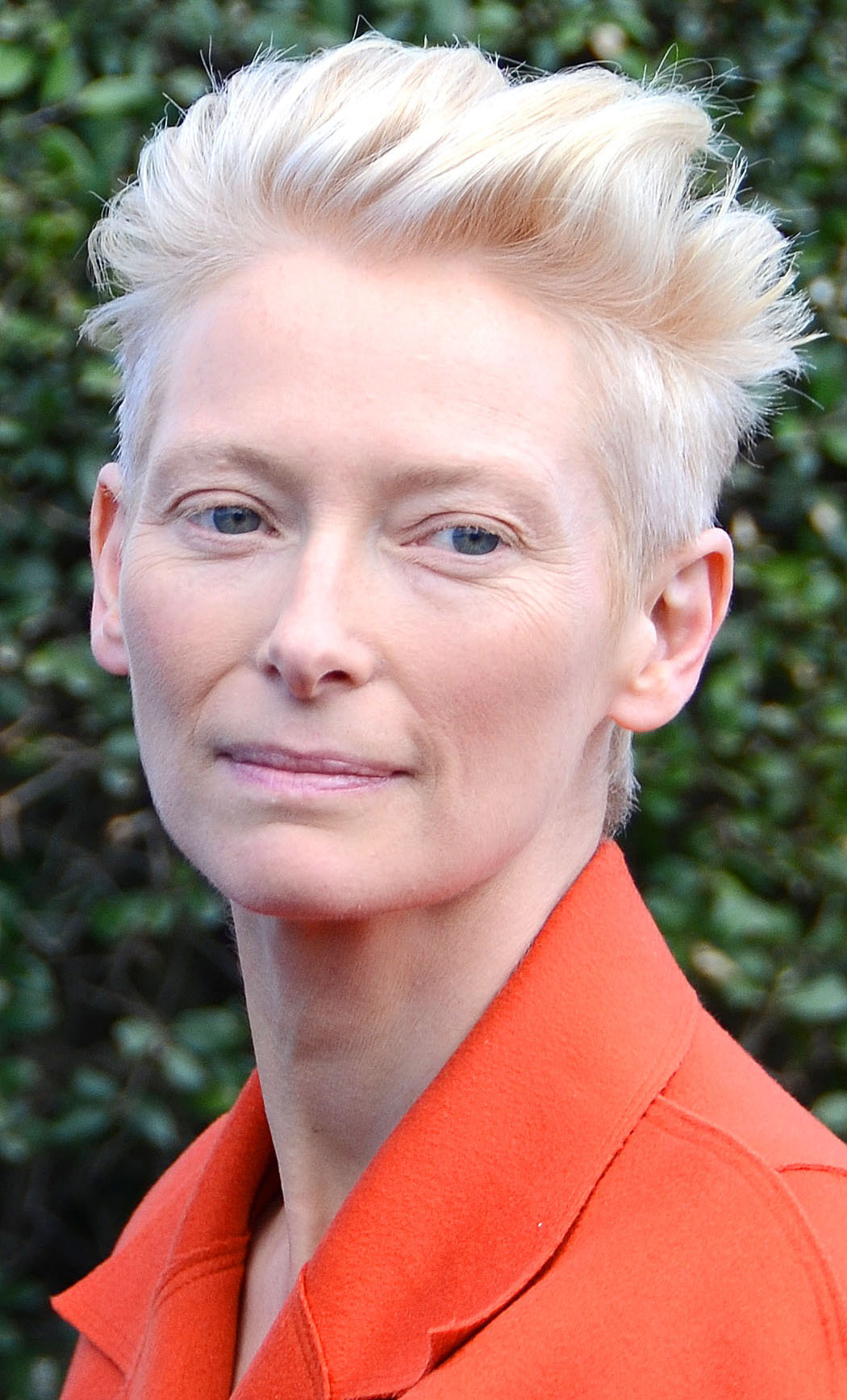
Tilda Swinton fue la ganadora del Óscar a la mejor actriz de reparto por Michael Clayton.

 Indica el ganador dentro de cada categoría.
| Mejor película Presentado por: Denzel Washington | Mejor director Presentado por: Martin Scorsese |
| --- | --- |
| No Country for Old Men (No es país para viejos) — Scott Rudin, Ethan Coen y Joel Coen. | Joel Coen y Ethan Coen — No Country for Old Men (No es país para viejos) |
| - Atonement (Expiación, más allá de la pasión) — Tim Bevan, Eric Fellner y Paul Webster - Juno — Lianne Halfon, Mason Novick y Russell Smith - Michael Clayton — Jennifer Fox, Kerry Orent y Sydney Pollack. - There Will Be Blood (Pozos de ambición) — Paul Thomas Anderson, Daniel Lupi y JoAnne Sellar | - Tony Gilroy — Michael Clayton - Jason Reitman — Juno - Julian Schnabel — Le Scaphandre et le Papillon (La escafandra y la mariposa) - Paul Thomas Anderson — There Will Be Blood (Pozos de ambición) |
| Mejor actor Presentado por: Helen Mirren | Mejor actriz Presentado por: Forest Whitaker |
| Daniel Day-Lewis — There Will Be Blood (Pozos de ambición) como Daniel Plainview | Marion Cotillard — La Môme (La Vie en Rose) (La vida en rosa) como Édith Piaf |
| - George Clooney — Michael Clayton como Michael Clayton - Johnny Depp — Sweeney Todd: The Demon Barber of Fleet Street (Sweeney Todd: El barbero diabólico de la calle Fleet) como Benjamin Barker/Sweeney Todd - Tommy Lee Jones — In the Valley of Elah (En el valle de Elah) como Hank Deerfield - Viggo Mortensen — Eastern Promises (Promesas del Este) como Nikolai Luzhim                                                                     | - Cate Blanchett — Elizabeth: The Golden Age (Elizabeth: La edad de oro) como Isabel I de Inglaterra - Julie Christie — Away From Her (Lejos de ella) como Fiona Anderson - Laura Linney — La familia Savage (The Savages) como Wendy Savage - Ellen Page — Juno como Juno MacGuff |
| Mejor actor de reparto Presentado por: Jennifer Hudson | Mejor actriz de reparto Presentado por: Alan Arkin |
| Javier Bardem — No Country for Old Men (No es país para viejos) como Anton Chigurh | Tilda Swinton — Michael Clayton como Karen Crowder |
| - Casey Affleck — The Assassination of Jesse James By The Coward Robert Ford (El asesinato de Jesse James por el cobarde Robert Ford) como Robert Ford - Philip Seymour Hoffman — Charlie Wilson's War (La guerra de Charlie Wilson) como Gust Avrakotos - Hal Holbrook — Into the Wild (Hacia rutas salvajes) como Ron Franz - Tom Wilkinson — Michael Clayton como Arthur Edens                                                                    | - Cate Blanchett — I'm Not There como Jude Quinn - Ruby Dee — American Gangster como Mama Lucas - Saoirse Ronan — Atonement (Expiación, más allá de la pasión) como Briony Tallis - Amy Ryan — Gone Baby Gone (Adiós pequeña, adiós) como Helene McCready |
| Mejor guion original Presentado por: Harrison Ford | Mejor guion adaptado Presentado por: Josh Brolin y James McAvoy |
| Juno — Diablo Cody | No Country for Old Men (No es país para viejos) — Joel Coen e Ethan Coen basado en No es país para viejos por Cormac McCarthy |
| - La familia Savage (The Savages) — Tamara Jenkins - Lars and the Real Girl (Lars y una chica de verdad) — Nancy Oliver - Michael Clayton — Tony Gilroy - Ratatouille — Jan Pinkava, Jim Capobianco y Brad Bird. | - Atonement (Expiación, más allá de la pasión) — Christopher Hampton basado en Expiación por Ian McEwan - Le Scaphandre et le Papillon (La escafandra y la mariposa) — Ronald Harwood basado en Le Scaphandre et le Papillon por Jean-Dominique Bauby - Away From Her (Lejos de ella) — Sarah Polley basado en The Bear Went Over The Mountain de Alice Munro - There Will Be Blood (Pozos de ambición) — Paul Thomas Anderson basado en ¡Petróleo! por Upton Sinclair                           |
| Mejor película de animación Presentado por: Anne Hathaway y Steve Carell | Mejor película extranjera (de habla no inglesa) Presentado por: Penélope Cruz |
| Ratatouille — Brad Bird | Die Fälscher (Los falsificadores) (Austria) en alemán — Stefan Ruzowitzky |
| - Persépolis — Marjane Satrapi y Vincent Paronnaud - Surf's Up (Locos por el surf) — Ash Brannon y Chris Buck | - 12 (Rusia) en ruso — Nikita Mijalkov - Beaufort (Israel) en hebreo — Joseph Cedar - Katyn (Polonia) en polaco — Andrzej Wajda - Mongol (Kazajistán) en ruso — Serguéi Bodrov |
| Mejor documental largo Presentado por: Tom Hanks | Mejor documental corto Presentado por: Tom Hanks y miembros de las fuerzas armadas de los EE. UU. |
| Taxi to the Dark Side — Alex Gibney y Eva Orner | Freeheld — Cynthia Wade y Vanessa Roth |
| - No End in Sight — Charles Ferguson y Audrey Marrs - Operation Homecoming: Writing the Wartime Experience — Richard E. Robbins - Sicko — Michael Moore y Meghan O’Hara - War/Dance — Andrea Nix Fine y Sean Fine | - La Corona — Amanda Micheli y Isabel Vega - Salim Baba — Tim Sternberg y Francisco Bello - Sari's Mother — James Longley |
| Mejor cortometraje Presentado por: Owen Wilson | Mejor cortometraje animado Presentado por: Barry B. Benson (voz por Jerry Seinfeld) |
| The Mozart of Pickpockets — Philippe Pollet-Villard | Peter and the Wolf — Suzie Templeton y Hugh Welchman |
| - At Night — Christian E. Christiansen y Louise Vesth - Tanghi Argentini — Guido Thys y Anja Daelemans - The Substitute — Andrea Jublin - The Tonto Woman — Daniel Barber y Matthew Brown | - Even Pigeons Go to Heaven (Même les pigeons vont au paradis) — Samuel Tourneux y Simon Vanesse - I Met the Walrus — Josh Raskin - Madame Tutli-Putli — Chris Lavis y Maciek Szczerbowski - My Love (Moya Lyubov) — Alexander Petrov |
| Mejor banda sonora Presentado por: Amy Adams | Mejor canción original Presentado por: John Travolta |
| Atonement (Expiación, más allá de la pasión) — Dario Marianelli | «Falling Slowly» — Once; Música y letra por Glen Hansard y Markéta Irglová |
| - 3:10 to Yuma (El tren de las 3:10) — Marco Beltrami - The Kite Runner (Cometas en el cielo) — Alberto Iglesias - Michael Clayton — James Newton Howard - Ratatouille — Michael Giacchino | - «Happy Working Song» — Enchanted (Encantada: La historia de Giselle); Música por Alan Menken y letra por Stephen Schwartz. - «Raise It Up» — August Rush (El triunfo de un sueño); Música y letra por Jamal Joseph, Charles Mack y Tevin Thomas - «So Close» — Enchanted (Encantada: La historia de Giselle); Música por Alan Menken y letra por Stephen Schwartz - «That’s How You Know» — Enchanted (Encantada: La historia de Giselle); Música por Alan Menken y letra por Stephen Schwartz |
| Mejor edición de sonido Presentado por: Seth Rogen y Jonah Hill | Mejor sonido Presentado por: Seth Rogen y Jonah Hill |
| The Bourne Ultimatum (The Bourne Ultimatum) — Karen Baker Landers y Per Hallberg | The Bourne Ultimatum (The Bourne Ultimatum) — Scott Millan, David Parker y Kirk Francis |
| - No Country for Old Men (No es país para viejos) — Skip Lievsay - Ratatouille — Randy Thom y Michael Silvers - There Will Be Blood (Pozos de ambición) — Matthew Wood - Transformers — Ethan Van der Ryn y Mike Hopkins | - 3:10 to Yuma (El tren de las 3:10) — Paul Massey, David Giammarco y Jim Stuebe - No Country for Old Men (No es país para viejos) — Skip Lievsay, Craig Berkey, Greg Orloff y Peter Kurland. - Ratatouille — Randy Thom, Michael Semanick y Doc Kane - Transformers — Kevin O'Connell, Greg P. Russell y Peter J. Devlin |
| Mejor dirección artística Presentado por: Cate Blanchett | Mejor fotografía Presentado por: Cameron Diaz |
| Sweeney Todd: The Demon Barber of Fleet Street (Sweeney Todd: El barbero diabólico de la calle Fleet) — Dirección artística: Dante Ferretti; Diseño de decorados: Francesca Lo Schiavo | There Will Be Blood (Pozos de ambición) — Robert Elswit |
| - American Gangster – Dirección artística: Arthur Max; Diseño de decorados: Beth A. Rubino - Atonement (Expiación, más allá de la pasión) — Dirección artística: Sarah Greenwood; Diseño de decorados: Katie Spencer - The Golden Compass (La brújula dorada) — Dirección artística: Dennis Gassner; Diseño de decorados: Anna Pinnock - There Will Be Blood (Pozos de ambición) - Dirección artística: Jack Fisk; Diseño de decorados: Jim Erickson | - Atonement (Expiación, más allá de la pasión) — Seamus McGarvey - El asesinato de Jesse James por el cobarde Robert Ford — Roger Deakins - Le Scaphandre et le Papillon (La escafandra y la mariposa) — Janusz Kaminski - No Country for Old Men (No es país para viejos) — Roger Deakins |
| Mejor maquillaje Presentado por: Katherine Heigl | Mejor diseño de vestuario Presentado por: Jennifer Garner |
| La Môme (La Vie en Rose) (La vida en rosa) — Didier Lavergne y Jan Archibald | Elizabeth: The Golden Age (Elizabeth: La edad de oro) — Alexandra Byrne |
| - Norbit — Rick Baker y Kazuhiro Tsuji - Pirates of the Caribbean: At World's End (Piratas del Caribe: en el fin del mundo) — Ve Neill y Martin Samuel | - Across the Universe — Albert Wolsky - Atonement (Expiación, más allá de la pasión) — Jacqueline Durran - La Môme (La Vie en Rose) (La vida en rosa) — Marit Allen - Sweeney Todd: The Demon Barber of Fleet Street (Sweeney Todd: El barbero diabólico de la calle Fleet) — Colleen Atwood |
| Mejor montaje Presentado por: Renée Zellweger | Mejores efectos visuales Presentado por: Dwayne Johnson |
| The Bourne Ultimatum (The Bourne Ultimatum) — Christopher Rouse | The Golden Compass (La brújula dorada) — Michael Fink, Bill Westenhofer, Ben Morris y Trevor Wood |
| - Into the Wild (Hacia rutas salvajes) — Jay Cassidy - Le Scaphandre et le Papillon (La escafandra y la mariposa) — Juliette Welfling - No Country for Old Men (No es país para viejos) — Roderick Jaynes - There Will Be Blood (Pozos de ambición) — Dylan Tichenor | - Pirates of the Caribbean: At World's End (Piratas del Caribe: en el fin del mundo) — John Knoll, Hal Hickel, Charles Gibson y John Frazier - Transformers — Scott Farrar, Scott Benza, Russell Earl y John Frazier |

### Óscar Honorífico
- Robert Boyle, presentado por Nicole Kidman

### Premios científicos y técnicos
- Presentado por Jessica Alba

## In Memoriam
Como cada año, se presentó un tributo a los profesionales del cine que fallecieron en el 2007, este año presentado por Hilary Swank honorando a las siguientes personas.
- Sidney Sheldon
- Solveig Dommartin
- Ulrich Mühe
- Barbara McNair
- Ian Richardson
- Richard Jeni
- Betty Hutton
- Stuart Rosenberg (director)
- Norman Mailer (escritor)
- Freddie Francis (director)
- Bob Clark (director)
- George Jerkins (diseñador)
- Barry Nelson
- Roscoe Lee Browne
- Jean Pierre-Cassel
- Dabbs Greer
- Tom Poston
- Calvin Lockhart
- Nicholas Worth
- Marcel Marceau
- Charles Nelson Reilly
- Ousmane Sembène (director)
- Mala Powers
- Bobby Mauch
- Joel Siegel (crítico de cine)
- Charles Lane
- Laszlo Kovacs (cinematógrafo-director)
- William J. Tuttle (maquillador)
- Jack Williams (doble de riesgo)
- Gordon Scott
- Ingmar Bergman (director)
- James T. Callahan
- Michel Serrault
- Melville Shavelson (director)
- Miyoshi Umeki
- Kitty Carlisle Hart
- Jean-Claude Brialy
- Richard Franklin (director)
- José Luis de Vallalonga
- Kerwin Matthews
- Frankie Laine (compositor)
- Jane Wyman
- Jack Valenti (presidente de la MPAA)
- Michelangelo Antonioni (director)
- Alice Ghostley
- Charles B. Griffith (guionista)
- Lois Maxwell
- George Grizzard
- Bud Ekins (doble de riesgo)
- Sigrid Valdis
- Deborah Kerr
- Joey Bishop
- Robert Goulet
- Sonny Bupp
- Peter Viertel (escritor)
- Laraine Day
- Delbert Mann (director)
- Mali Finn (director de casting)
- Heath Ledger

## Premios y nominaciones múltiples
| Película                                                                                              | Candidaturas | Premios |
| --- | ------------ | ------- |
| No Country for Old Men (No es país para viejos)                                                       | 8            | 4       |
| There Will Be Blood (Pozos de ambición)                                                               | 8            | 2       |
| Atonement (Expiación, más allá de la pasión)                                                          | 7            | 1       |
| Michael Clayton                                                                                       | 7            | 1       |
| Ratatouille                                                                                           | 5            | 1       |
| Juno                                                                                                  | 4            | 1       |
| The Bourne Ultimatum (The Bourne Ultimatum)                                                           | 3            | 3       |
| La Môme (La Vie en Rose) (La vida en rosa)                                                            | 3            | 2       |
| Sweeney Todd: The Demon Barber of Fleet Street (Sweeney Todd: El barbero diabólico de la calle Fleet) | 3            | 1       |
| The Golden Compass (La brújula dorada)                                                                | 2            | 1       |
| Elizabeth: The Golden Age (Elizabeth: La edad de oro)                                                 | 2            | 1       |
| Once                                                                                                  | 1            | 1       |
| Le Scaphandre et le Papillon (La escafandra y la mariposa)                                            | 4            | 0       |
| Enchanted (Encantada: La historia de Giselle)                                                         | 3            | 0       |
| Transformers                                                                                          | 3            | 0       |
| Pirates of the Caribbean: At World's End (Piratas del Caribe: en el fin del mundo)                    | 2            | 0       |
| Into the Wild (Hacia rutas salvajes)                                                                  | 2            | 0       |
| Away From Her (Lejos de ella)                                                                         | 2            | 0       |
| La familia Savage (The Savages)                                                                       | 2            | 0       |
| 3:10 to Yuma (El tren de las 3:10)                                                                    | 2            | 0       |
| American Gangster                                                                                     | 2            | 0       |